# Суха Чемровка
Суха Чемро́вка (рос. Сухая Чемровка) — село у складі Цілинного району Алтайського краю, Росія. Адміністративний центр Сухо-Чемровської сільської ради.

## Населення
Населення — 566 осіб (2010; 724 у 2002).
Національний склад (станом на 2002 рік):
- росіяни — 84 %